# Кемане
Кемане (макед. ќемане; произносится как ['kjɛmanɛ]), чемане (серб. ћемане) — музыкальный смычковый струнный инструмент, традиционно используемый в Республике Македония,реже в Сербии ,Болгарии.
Эта македонская версия кеманчи или гадулки похожа на скрипку, альт или лиру. Музыкальный инструмент часто используется для аккомпанемента при исполнении народной музыки или пения. Редко используется в качестве сольного инструмента.
Кемане изготавливаются из дерева в разных формах. Длина инструмента варьирует от 48 до 54 см. Форма инструмента может быть прямой или изогнутой. Старые инструменты кемане изготавливались путём выдалбливания отверстия в заготовке, в которое вставлялись волосы из конского хвоста в качестве струн. Струны современного кемане крепятся к деревянной бабке, подобно тому, как это сделано на скрипке. Инструмент изготавливается из одного куска дерева (орех, клён или другие древесные породы) и состоит из трёх структурных частей: корпус (krtuna), шейка (shija) и бабка (glava). Струны устанавливаются на разной высоте, поэтому звук может воспроизводиться на двух струнах одновременно. Звук извлекается движением смычка по струнам.
Несмотря на то, что кемане считается одним из самых старых струнных инструментов в Македонии, он появился в македонской музыке только в конце XIX — начале XX-го веков в македонских музыкальных композициях (čalgija). Ранее использовался слепыми музыкантами, которые переезжали из одного места в другое и за подаяние исполняли эпические фольклорные песни.
Название инструмента кемане, вероятно, происходит от турецкого слова kemençe, означающего народную скрипку. Кемане имеет три струны, хотя иногда встречаются экземпляры с четырьмя струнами.
Инструмент распространён в Восточной Македонии и в районе Осогово. В некоторых частях страны инструмент называется как кьемене (kjemene), а в северных районах Македонии — гусле.